# Hirošige Janagimoto
Hirošige Janagimoto (* 15. říjen 1972) je bývalý japonský fotbalista.

## Reprezentace
Hirošige Janagimoto odehrál 30 reprezentačních utkání. S japonskou reprezentací se zúčastnil Mistrovství Asie ve fotbale 1996.

## Statistiky
| Japonsko | Japonsko | Japonsko |
| Roky     | Záp.     | Góly     |
| -------- | -------- | -------- |
| 1995     | 12       | 0        |
| 1996     | 13       | 0        |
| 1997     | 5        | 0        |
| Celkem   | 30       | 0        |